# Louis Farrakhan
Louis Farrakhan, nato Louis Eugene Wolcott (New York, 11 maggio 1933), è un religioso statunitense, leader della Nation of Islam.
Nel 1995 ha organizzato la Million Man March, la marcia su Washington di un milione di uomini afroamericani.

## Biografia

### Gli inizi
Wolcott nasce nel Bronx da un immigrato giamaicano che lavorava come tassista e da una casalinga originaria di Saint Kitts e Nevis: iniziò a suonare il violino all'età di sei anni e a tredici anni suonò nell'orchestra della Boston University, dove studiò ma senza conseguire la laurea. Negli anni cinquanta iniziò la carriera di cantante di Calypso e pubblicò molti album con lo pseudonimo The Charmer.

### La Nation of Islam
I primi contatti con la Nation of Islam risalgono al 1955, quando un amico lo introdusse alla dottrina islamica. Farrakhan entrò nella Nation of Islam nel luglio 1955 e cambiò il suo cognome con la X, per evidenziare le sue origini afroamericane risalenti allo schiavismo.
Farrakhan diventò uno dei più stretti collaboratori di Elijah Muhammad, e uno dei discepoli di Malcolm X. Nel 1965 fu nominato ministro della moschea di Harlem, che diresse fino al 1975. Nel 1977 Farrakhan si allontanò dalla Nation of Islam e fondò una propria organizzazione. Nel 1981 tornò nella Nation of Islam, diventandone il leader.

### Controversie
Secondo alcune fonti, Farrakhan sarebbe tra i mandanti dell'omicidio di Malcolm X. Nel 1995, la figlia di Malcolm X, Qubilah Shabazz, fu arrestata per aver attentato alla vita di Farrakhan.

### La Million Man March

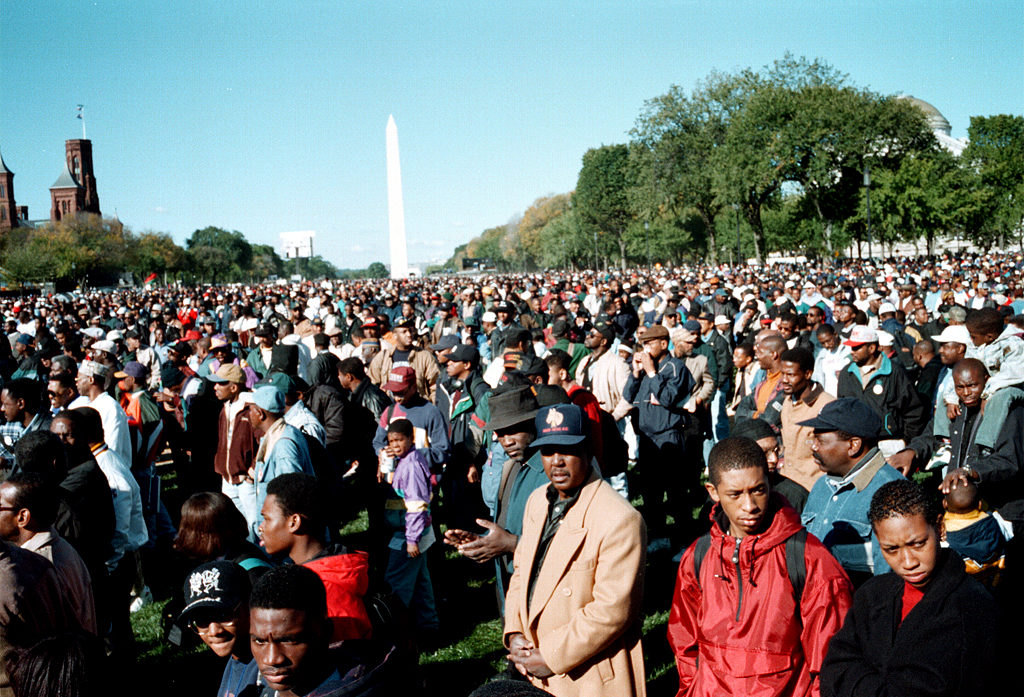
Un'immagine della Million Man March

Il 16 ottobre 1995 Farrakhan organizzò la Million Man March, la più grande manifestazione afroamericana di tutti i tempi, che scatenò enormi polemiche per il fatto di essere vietata alle donne e per alcune dichiarazioni antisemite fatte da Farrakhan.